# Húrin
Húrin, ook Thalion (de standvastige) genoemd, is een personage uit de boeken De Silmarillion en De Kinderen van Húrin van J.R.R. Tolkien.
Hij is heer van Dor-lomin en vazal van de Elfenvorst Fingon, zoon van Fingolfin.

## Familie
Hij is de zoon van Galdor van Dor-lomin, echtgenoot van Morwen en vader van zoon Túrin Turambar, die de draak Glaurung doodde, en dochters Urwen, die door haar broer Lalaith werd genoemd, en Nienor. Lalaith stierf al op jonge leeftijd maar het verhaal van zijn twee andere kinderen wordt verteld in De Kinderen van Húrin.

## De daden van Húrin
Húrin ging, samen met zijn broer Huor, op zoek naar de verborgen Elfenstad Gondolin waar Turgon heer was. In de Nirnaeth Arnoediad werd Húrin door Morgoth gevangengenomen en vele jaren op de Thangorodrim gevangengezet.
Na zijn vrijlating doodde hij Mîm, de dwerg, in Nargothrond vanwege diens verraad aangaande Túrin. Daarna bracht hij de schat van Glaurung inclusief de Nauglamîr (het kostbaarste Halssnoer ooit gemaakt door dwergen in de oudste tijden) naar Elfenkoning Thingol in Doriath, als dank voor de bescherming die hij enige tijd aan zijn familie had geboden. Hij pleegde later zelfmoord, omdat hij niet kon leven met de gedachte dat hijzelf de oorzaak was van het noodlot dat over zijn huis regeerde.
Zijn kostbaarste erfstuk was de Drakenhelm van Dor-Lomín gedragen door zijn voorvaderen. Het was een helm van verguld grijs staal, met een vizier in de dwergenstijl. Op de helm stond een drakenbeeldje. De Helm behoedde de drager voor pijl en zwaard. Húrin zelf droeg hem nooit. Zijn zoon Túrin wel.